# Dysschema boisduvalii
Dysschema boisduvalii là một loài bướm đêm thuộc phân họ Arctiinae, họ Erebidae.